# 渡辺又三郎
渡辺 又三郎（わたなべ またさぶろう、旧字体：渡邊又三郞、旧名：田上 豐之助、1850年〈嘉永3年4月〉 - 1910年〈明治43年〉7月18日）は、日本の武士（広島藩士）、弁護士、政治家。衆議院議員（広島県第一区選出、当選3回）。第8代広島市長。族籍は広島県士族。

## 経歴
広島藩士であり、藩儒某の門に入って漢学を学ぶ。19歳の頃武官となり、次に一中隊の長に挙げられる。藩銃隊副役を務める。1877年（明治10年）、代言人試験に合格し、代言人免許を得る。広島代言人組合副会長、同会長などを務めた。
1888年（明治21年）、広島県会議員に当選し、副議長、市部会議長を歴任した。また1889年（明治22年）、広島市会議員にも当選し、議長に選出された。
1890年（明治23年）、第1回衆議院議員総選挙に出馬し、当選。3期務めた。中央交渉部（井上組）に所属。第13議会解散後に候補を串本康三に譲る。
渡邊は広島市議会において広島市長の推薦を受け、東京で事業をしていたが病をおして帰郷し、1909年（明治42年）9月9日に広島市長に就任、1910年（明治43年）7月3日に退任した。中国新聞を創刊する。

## 人物
幼名・田上豊之助で、後に渡邊家を嗣ぎ、又三郎と改める。藩主と昵懇だった。
渡邊は広島市長として市政を病床で指揮していたが、1910年（明治43年）7月18日に死亡した。その間1日も市庁舎には出勤することはなかった。
1899年（明治32年）8月に妻を亡くした渡邊は、田上諸蔵の家で寝起きしていたが、咽喉癌が進行したため1910年（明治43年）6月、平塚町に住宅を構えた。

## 家族・親族
渡邊家
- 長男・哲郎 - 北海道で教育事業をしていたが1906年（明治39年）6月に自殺した[4]。
- 次男・英麿 - 1937年（昭和12年）10月に死亡[4]。
- 三男・省三（1884年 - 1970年、洋画家、カフェー・プランタン経営） - 松山廣居の養子となる[4]。歌舞伎俳優河原崎国太郎の実父である。
- 四男・寧道（1886年 - ?、耳鼻咽喉科医師） - 横山金太郎の養子となる[4]。
- 長女（1868年 - ?、広島、横山金太郎の妻）[7]

親戚
- 長女の夫・横山金太郎（弁護士、広島市長、衆議院議員）[7]